# Yorktown, Virginia
Yorktown är administrativ huvudort i York County i Virginia. Vid 2010 års folkräkning hade Yorktown 195 invånare. Orten är känd för belägringen av Yorktown 1781 i amerikanska frihetskriget.

## Kända personer från Yorktown
- Thomas Nelson, politiker